# كتائب شمس الشمال
كتائب شمس الشمال هي جماعة متمردة مسلحة تابعة للجيش السوري الحر وتشكل جزءا من قوات سوريا الديمقراطية التي تنشط خلال الحرب الأهلية السورية.

## التاريخ
أعلن محمد حمو، وهو عميد انشق عن القوات المسلحة السورية، عن تكوين كتيبة شمس الشمال، في ريف منبج في 16 أبريل 2014. وبعد أقل من أسبوع، انضمت عدة جماعات صغيرة أخرى وأفراد إلى الكتائب، من بينهم أبو ليلى وعدة قادة آخرين من جبهة الأكراد والفرع الشرقي للواء أحرار سوريا.
في 3 مايو 2015، شكل جيش الثوار بعض الأعضاء السابقين في الفروع الشمالية لحركة حزم، (بمن فيهم لواء شهداء الأتارب) وجبهة ثوار سوريا إلى جانب جبهة الأكراد، ومجموعة لواء فجر الحرية الرئيسية، وهي كتائب شمس الشمال (التي جعلت فجر كتائب الحرية لم يعد لها وجود في العملية)، وجماعات أصغر تابعة للجيش السوري الحر. وانضم أيضا إلى الجبهة الشامية العديد من الأعضاء الشماليين التابعين لجبهة ثوار سوريا وحركة حزم.
في أكتوبر 2015، أصبحت جزءاً من قوات سوريا الديمقراطية. وبعد ذلك، لم يعد لألوية فجر الحرية وجود.
في نوفمبر، شاركت الكتائب في هجوم الهول الذي شنته قوات سوريا الديمقراطية، ووفقا لما ذكره القائد الأعلى، عدنان الأحمد فإنه كان ملتزما بطرد داعش من الشدادي والرقة، وكذلك من جرابلس، وسد تشرين، ومنبج.
عندما أنشئ مجلس منبج العسكري في 3 أبريل 2016، كان قائد الكتائب الثاني، عدنان أبو أمجد، القائد العام للمجلس. وفي أثناء الهجوم التالي في منبج، قُتل أحد أبرز قادة كتائب شمس الشمال: أبو ليلى في 5 يونيو 2016، بعد أن أطلق عليه أحد القناصة التابعين للدولة الإسلامية النار في رأسه في يوم الجمعة 3 يونيو، في ريف جنوب منبج، سوريا. كان قد تم إجلاءه من قبل طائرة هليكوبتر عسكرية أمريكية إلى مستشفى في السليمانية، كردستان العراق، ولكن الأطباء لم يتمكنوا من إزالة رصاصة في الرأس ومنع نزيف داخلي في المخ.
في 28 أغسطس 2017، أفادت وسائل إعلام موالية للحكومة السورية بأن إبراهيم البناوي، قائد لواء جند الحرمين التابع لكتائب شمس الشمال، قد انشق إلى الجيش السوري في ريف الرقة الجنوبي؛ وثبت أن ذلك زائف، لأن إبراهيم كان لا يزال مع كتائب شمس الشمال في يناير 2018. في 29 أغسطس 2017، قتل عدنان أبو أمجد، نائب القائد السابق لكتائب شمس الشمال والقائد العام لمجلس منبج العسكري، أثناء معركة الرقة.
في 17 سبتمبر 2017، عُين محمد مصطفى علي، المعروف أيضا باسمه الحربي «أبو عادل»، القائد العام لكتائب شمس الشمال، قائدا عاما لمجلس منبج العسكري خلفا لعدنان أبو أمجد.

## المجموعات الإضافية التي انضمت

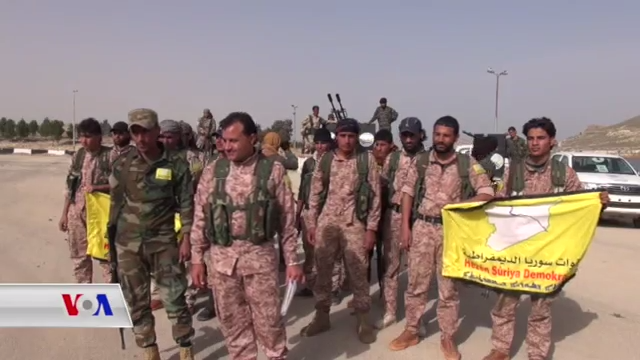
لواء جند الحرمين، الذي انضم إلى كتائب شمس الشمال، في مارس 2016.

- في 21 أبريل 2014، انضم إلى كتائب شمس الشمال 5 جماعات متمردة من حوض نهر الفرات في منبج، وجرابلس، وصرين.[9]
- انضمت كتيبة شهداء الفرات إلى كتائب شمس الشمال في كوباني في 13 يناير 2016.[31]
- انضمت كتيبة شهداء السد إلى الجماعة في 4 فبراير 2016.[32][33]
- في 10 مارس 2016، انضم إلى الجماعة لواء جند الحرمين. وكان في السابق جزءا من لواء التوحيد، وجيش المجاهدين، وجيش السلام.[34]

## جرائم حرب
في 15 مارس 2017، ظهر فيديو يظهر فيه أفراد كتائب شمس الشمال يعذبون مقاتل من تنظيم الدولة الإسلامية، كان قد قُبض عليه أثناء قيامه بزرع الألغام. وكان أحد هذه الألغام قد قتل تسعة مقاتلين من الكتائب، مما أدى إلى انتقام خمسة مقاتلين آخرين من مقاتل تنظيم الدولة الإسلامية. وأدان مجلس منبج العسكري هذا الفعل، وأعلن أنه سيجري احتجاز مقاتلي كتائب شمس الشمال المعنيين لمحاكمتهم بسبب انتهاك اتفاقيات جنيف. وألقي القبض لاحقا على المتهمين الخمسة في 17 مارس.